# 김택권
김택권(金澤權, 1959년 5월 26일 부산광역시 ~ )은 대한민국의 경영학자, 대학교수이자 기업인이다.

## 학력
- 혜광고등학교
- 서울대학교 경제학과 경제학 학사
- 펜실베이니아 대학교 대학원 경영학 박사

## 경력
- 미국 캘리포니아대학교 샌디에이고캠퍼스 교수
- 연세대학교 국제경영학 교수
- S&T중공업 경영고문
- 대우정밀 대표이사
- S&T대우 대표이사
- S&T 모터스 대표이사 사장
- 한국모터사이클산업협회 회장
- S&T모티브 대표이사

## 참고자료
- 김택권 네이버 인물검색[깨진 링크(과거 내용 찾기)]
- 김택권 네이트 인물검색[깨진 링크(과거 내용 찾기)]